# Sottenbach
Sottenbach ist ein Weiler, der zur Stadt Lohmar im Rhein-Sieg-Kreis in Nordrhein-Westfalen gehört.

## Geographie
Sottenbach liegt im Südwesten von Lohmar. Umliegende Ortschaften und Weiler sind Heppenberg im Norden und Nordwesten, Donrath im Nordosten, Osten und Südosten, Lohmar-Ort im Süden und Südwesten, Pützrath im Westen.
Durch den Ort Sottenbach fließt die Agger.

## Geschichte
1885 hatte Sottenbach neun Wohnhäuser und 44 Einwohner.
Bis 1969 gehörte Sottenbach zu der bis dahin eigenständigen Gemeinde Scheiderhöhe.

## Verkehr
- Sottenbach liegt an der Landesstraße 288 sowie zwischen der L 84 und der Bundesstraße 484.
- Der nächstgelegene Bahnhof ist in Rösrath.
- In den benachbarten Ortschaften können verschiedene Buslinien benutzt werden
- Das Anruf-Sammeltaxi (AST) kann als Ergänzung zum ÖPNV genutzt werden. Sottenbach gehört zum Tarifgebiet des Verkehrsverbund Rhein-Sieg (VRS).[3]